# Buleleng (regentschap)
Buleleng (oude spelling: Boeleleng) is een regentschap en voormalig vorstendom in het noorden van het eiland Bali in Indonesië. De hoofdplaats is Singaraja. De haven van Singaraja heet eveneens Buleleng.
De oppervlakte bedraagt 1.365,88 km² en het heeft 577.644 (1999) inwoners. Het motto van dit regenschap is Singa Ambaraja.

## Geschiedenis
Buleleng was een oud Balinees koninkrijk met dezelfde naam.
In 1604 werd in het centrum van het koninkrijk een weelderig paleis gebouwd: het Singaradja-paleis. Deze naam verwijst naar de erenaam van de koning die het paleis bewoonde: de moed van deze koning (radja) werd vergeleken met die van een leeuw (singa). De eigenlijke naam van de vorst was Ki Gusti Ngurah Panji Sakti. Onder zijn heerschappij werden gebieden in Bali zoals de noordkust van Jembrana en de kust van Bangli en Oost-Java veroverd en onder zijn opvolgers ook grote delen van Lombok. Daardoor kreeg het rijk een belangrijke machtspositie in de regio.
Tijdens het Engels tussenbestuur van Nederlands-Indië waren er ongeregeldheden met de Balinese inwoners van het op Oost-Java gelegen Banjoewangi, wat de Engelsen onder leiding van generaal Nightingale een reden gaf om Buleleng in mei 1814 binnen te vallen en een schadevergoeding te eisen alsmede enkele gijzelaars mee te nemen. Tevens beloofde de koning geen piraterij te bedrijven of piraten onderdak te bieden.
In 1815 barstte de vulkaan de Tambora op het nabijgelegen eiland Sumbawa uit; het was een uitbarsting van historische kracht. De aangrenzende haven Buleleng alsmede de stad Singaradja werden verwoest door hete as en door de vloedgolven die resulteerden.
De latere generaties na Panji Sakti waren een stuk minder bekwaam dan hij. De koning van het naburig vorstendom Karangasem wist dan ook de troon van Buleleng te veroveren. De inwoners van Singaraja gaven de strijd niet op en in 1823 lukt het hun om Karangasem te verdrijven. De herwonnen onafhankelijkheid bleek echter van korte duur: in 1855 werd hier de eerste Nederlandse resident als toezichthouder aangesteld en de koning werd zijn regent (toegevoegd inlands bestuurder). Buleleng was overigens al eerder, in 1846, 1848 en 1849, door de Nederlanders aangevallen. In dat laatste jaar kwam het grootste deel van het koningshuis om in een rituele zelfmoordaanval te Karangasem en werd het paleis aldaar verwoest. De vorst van Buleleng was daarheen gevlucht na zijn nederlaag tegen het Nederlands-Indisch leger bij Djagaraga in Buleleng. (De vorsten van Buleleng en Karangasem waren broers van elkaar). In 1860 werd het overgebleven lid van de familie, I Gusti Ngurah Ketut Djelantik, door de Nederlanders tot koning van Buleleng aangesteld. Hij steunde de opstand tegen de Nederlanders in het nabijgelegen Banjar in 1868 en werd uiteindelijk in 1873 verbannen naar Padang. Formeel verloor het koninkrijk zijn zelfstandigheid pas in 1882, toen het onder rechtstreeks Nederlands bestuur kwam. Pas in 1929 benoemden de Nederlanders weer een nieuwe koning, namelijk diens kleinzoon I Gusti Putu Djelantik. Hij herbouwde het paleis wat er nu nog staat en stichtte de bibliotheek op zijn terrein.
In 1945 werd zijn oudste zoon Anak Agung Panji Tisna radja (koning) van Buleleng/Singaraja. Hij bleef dat formeel tot 1950, toen de nieuwe republiek Indonesië de koningshuizen afschafte. Hij was de eerste Balinese koning die zich bekeerde tot het christendom en toen hij in 1978 stierf, was hij ook de eerste Balinese koning die niet gecremeerd maar begraven werd. Daarnaast was hij een bekend Balinees schrijver en pioneer in het toerisme naar Bali.
Vlak bij het paleis staat tegenwoordig een groot gebouw in Balinese stijl waar de huidige - door de overheid benoemde - regenten (Indonesisch: Bupati) als ambtenaar van Buleleng kantoor houden.

## Administratieve indeling
Buleleng bestaat uit 9 subdistricten (en 146 dorpen):
1. Gerokgak
2. Seririt
3. Busung Biu
4. Banjar
5. Buleleng
6. Sukasada
7. Sawan
8. Kubutambahan
9. Tejakula